# Río Salado (Navarra)
El río Salado (Riosalado en euskera, también Gesalatz) es un río de Navarra (España), de la zona de la Navarra Media Occidental, que nace en la Peña de Echauri y desemboca en el río Arga, en Mendigorría, tras atravesar el embalse de Alloz donde recibe las aguas del río Ubagua por la margen derecha.

## Recorrido y afluentes
Es un río del que se tienen noticias desde época romana habiendo sobre el mismo varios puentes siendo los más conocidos el de Cirauqui, mencionado en el Codex Calixtinus al estar sobre la vía jacobea que atraviesa Navarra, o, aguas arriba, el de Salinas de Oro, localidad que recibe su nombre del aprovechamiento salino de sus aguas.
A su paso por Alloz, en 1802 se le identificaba como "el río que baja de Guesálaz, cuyas aguas son dulces y salobres". A la altura de esta localidad ya ha recibido las aguas del río Ubagua, que supone un aporte importante de su caudal.

## Poblaciones atravesadas por el río
- Muniáin de Guesálaz
- Salinas de Oro
- Viguria
- Esténoz
- Alloz

Lacar
- Cirauqui
- Mañeru
- Mendigorría